# William Coleman (historien)
Pour les articles homonymes, voir William Coleman et Coleman.
William Coleman (1934-1988) est un historien des sciences avec un intérêt fondamental pour l'histoire de la zoologie et la théorie de l'évolution. Coleman a également étudié la relation entre la science et les écoles de théorie sociale et politique. La bourse de thèse William-Coleman est nommée en son honneur.

## Carrière
Au cours de sa carrière, Coleman enseigne à l'Université Johns-Hopkins (1961-1978) et obtient le titre de professeur d'histoire des sciences et d'études humanistes. En 1971, Coleman reçoit une bourse du Conseil américain des sociétés savantes (en) et passe un an à l'Institut de recherche en sciences humaines de l'Université du Wisconsin à Madison. Bien qu'il soit finalement retourné à l'Université Johns Hopkins à la fin de sa bourse, Coleman reçoit une deuxième bourse en 1977 de la Fondation nationale pour les sciences humaines, et retourne à nouveau à l'Institut de recherche en sciences humaines de l'Université du Wisconsin-Madison. Au terme de sa carrière, Coleman quitte l'Université Johns Hopkins et commence à enseigner à l'Université du Wisconsin-Madison (1978-1988). En 1978, l'Université du Wisconsin-Madison attribue Coleman le titre de professeur d'histoire des sciences et d'histoire de la médecine, et en 1984, Coleman reçoit l'honneur d'être nommé professeur Carol Dickson Bascom en sciences humaines. Le professeur Coleman est président de la History of Science Society en 1987 et est élu membre de la Société américaine de philosophie.
Il édite avec Camille Limoges les Studies in the History of Biology (en), une publication annuelle publiée par la Johns Hopkins University Press, à Baltimore, en sept volumes de 1977 à 1984.

## Bourse de thèse William Coleman
William Coleman est décédé le 28 avril 1988 des suites d'une leucémie. En sa mémoire, sa veuve, Louise S. Coleman, crée la bourse de thèse William-Coleman en histoire des sciences à l'Institut de recherche en sciences humaines situé à l'Université du Wisconsin-Madison. La bourse Coleman offre une allocation d'un semestre, actuellement évaluée à 9 653 $, en plus d'une dispense de frais de scolarité et d'avantages, avec des privilèges supplémentaires d'impression, de télécopie et de photocopie. 

## Publications
- George Cuvier, Zoologist. A Study in the History of Evolutionary Theory (1964).
- Biology in the Nineteenth Century: Problems of Form, Function and Transformation (1971).
- (en) William Coleman, Camille Limoges, Studies in History of Biology, Boston: Johns Hopkins University Press, 218 p., 24 cm  (ISBN 978-0-8018-1862-2 et 0-8018-1862-1) (1976).
- Death is a Social Disease: Public Health and Political Economy in Early Industrial France (1982).
- Yellow Fever in the North (1987).